# Departamento de Río Cuarto
Departamento de Río Cuarto är en kommun i Argentina.   Den ligger i provinsen Córdoba, i den centrala delen av landet, 600 km väster om huvudstaden Buenos Aires. Antalet invånare är 229 728. Arean är 18 394 kvadratkilometer.
Terrängen i Departamento de Río Cuarto är varierad.
Trakten runt Departamento de Río Cuarto består till största delen av jordbruksmark. Runt Departamento de Río Cuarto är det glesbefolkat, med 13 invånare per kvadratkilometer.